# Thomas Freund (Politiker)
Thomas Freund (* 26. Juli 1850 in Laa an der Thaya; † 20. Jänner 1937 in Mistelbach) war ein österreichischer Politiker (DVP/CSP) und Sparkassendirektor. Er war zwischen 1909 und 1915 sowie von 1918 bis 1919 Abgeordneter zum Landtag von Niederösterreich. 
Freund war beruflich als Kaufmann tätig und leitete über zwei Jahrzehnte als Direktor die städtische Sparkasse Mistelbach. Er engagierte sich zudem von 1888 bis 1911 als Bürgermeister von Mistelbach und forcierte den Ausbau der Infrastruktur durch den Bau. Unter seiner Leitung wurden Schulen und das Krankenhaus errichtet, die Straßen gepflastert, ein Kanalnetz errichtet sowie Gas- und Wasserleitungen verlegt und mit der Aufforstungen begonnen. Er war zudem Initiator der Landesbahn Mistelbach–Gänserndorf und Mitglied des Bezirksschulrates. 1904 wurde er mit dem Goldenen Verdienstkreuz mit der Krone ausgezeichnet.
Politisch vertrat Freund die gemäßigte Richtung in der Deutschen Volkspartei und wurde am 8. Jänner 1909 als deren Kompromisskandidat in den Landtag gewählt. Er fungierte bis zum 8. Jänner 1915 als Abgeordneter der DVP, schloss sich jedoch in der Folge der Christlichsozialen Partei an, die er zwischen dem 5. November 1918 und dem 4. Mai 1919 im provisorischen Landtag von Niederösterreich vertrat. 